# 곤살로 하라
곤살로 알레한드로 하라 레예스(스페인어: Gonzalo Alejandro Jara Reyes, 1985년 8월 29일, 산티아고 ~ )는 칠레 프리메라 디비시온 코킴보 우니도에서 뛰고 있는 칠레의 축구 선수이다. 그는 양쪽 풀백과 센터백을 모두 소화가 가능한 다재다능한 수비수이다.
2014년에 노팅엄 포리스트에서 방출됨에 따라 자유 이적 신분이 되었으며, 2014년 FIFA 월드컵에서의 활약으로 마인츠 05에 입단하였다. 2006년 이후로 칠레 축구 국가대표팀에서 활약하고 있으며, 2010년, 2014년 FIFA 월드컵과 2007년 코파 아메리카, 2011년 코파 아메리카 등에 참가했다.

## 사건사고
2015년 코파 아메리카에서 국가대표로 참가하여 활약하였으나 우루과이와의 8강전 경기에서 에딘손 카바니의 항문을 가운데손가락으로 쑤시는 비신사적인 행위를 하였다. 이에 대해 격분한 카바니가 하라의 뺨을 때리며 경고 누적으로 퇴장당했고, 그는 경기 중 카바니의 부친을 모욕한 것으로 알려졌다. 수사에 착수한 남미 축구 연맹(CONMEBOL)으로부터 3경기 출전 정지라는 징계를 받았지만 나중에 2경기 출전 정지로 경감되었다. 축구계에서 큰 물의를 일으키며 문제가 된 선수이다.

## 같이 보기
- A매치 100경기 이상 출전한 축구 선수 명단